# Henicodium
Henicodium là một chi rêu trong họ Pterobryaceae.